# یواس‌اس اسلوات (دی‌دی-۳۱۶)
یواس‌اس اسلوات (دی‌دی-۳۱۶) (به انگلیسی: USS Sloat (DD-316)) یک کشتی بود که طول آن ۳۱۴ فوت ۴ ۱⁄۲ اینچ (۹۵٫۸۲ متر) بود. این کشتی در سال ۱۹۱۹ ساخته شد.